# 喜味こいし
喜味 こいし（きみ こいし、1927年〈昭和2年〉11月5日 - 2011年〈平成23年〉1月23日）は、日本の漫才師、俳優。実兄の夢路いとしと共に漫才コンビ「夢路いとし・喜味こいし」のツッコミ担当として活動した。本名は篠原 勲（しのはら いさお）。神奈川県横浜市出身。

## 来歴・人物
上方漫才を代表する人物であるが、川越出身とされているのは、一家が旅回りの芸人一家であったからたまたま川越で生を受けたという事情によるものである。川越以外にも、全国津々浦々の地を少年時代から回っていた。旅回り中に生まれたため出生届の提出が遅れ、戸籍上の生年月日は1927年11月5日となっているが、本当の生年月日は1927年8月6日であるとテレビ番組や新聞取材において明かしていた。
元々芝居の子役で舞台出演していた。1940年に漫才師の名門とされる荒川芳丸一門に巡業先の岐阜で実兄の夢路いとし（本名:篠原博信　入門時の芸名:荒川芳博）とともに入門し、吉本興業から「荒川芳坊」という芸名でデビュー（「喜味こいし」に改名する前に一時父親の姓「山田」を使って「山田勲」と名乗っていた。兄いとしは「山田博」）。それからは全国各地にあった吉本が運営する寄席（ミナミの南陽館など）で稽古を積む。その後兄のいとしが山口県の軍需工場に徴用されたためコンビは一時解散となり、こいしは志願兵として広島市で新兵教育を受けていた1945年8月6日（上記の発言が正確ならば満18歳の誕生日となる）、陸軍兵舎にて原爆に被爆した。崩壊した建物の下敷きとなったが7時間後に救出され大した外傷もなく陸軍病院で終戦を迎えた。
戦後、漫才作家・秋田實に師事して「夢路いとし・喜味こいし」（当初は「夢路いと志・喜味こい志」）にコンビ名を改め、「いとこい」として親しまれた。その後上方演芸界を代表するしゃべくり漫才の第一人者として長く人気を集め、上方お笑い大賞、上方漫才大賞、文部省芸術祭奨励賞など数多くの表彰歴を誇った。「ぼくたちは常にナンバー2」がモットー。肩の力を抜き、時代・世相を柔軟に取り入れる自然さが持ち味。芸名を改名するに当たって、この「いとし・こいし」という芸名を芳博が考え、じゃんけんでどちらの芸名を取るか決めた。そして芳坊がこいしの芸名を付けることにしたが、「屋号=苗字がいるだろう」ということで、当時の流行歌に「君恋し」という曲があったのになぞらえて「喜味こいし」としたという経緯がある。毎日放送の「がっちり買いまショウ」の司会でも有名になる。
落ち着いたその芸風は、多くの後輩芸人達にも取り入れられている。上岡龍太郎はこいしのツッコミを理想とし、明石家さんま以下の世代は「いとこい先生」と慕い、二人から多くの芸を学ぼうと躍起になっていた。島田紳助はいとし・こいしを研究し、「できない」と判断して若者に特化したスピード漫才にたどり着いた。
関東の芸人からも多くの尊敬を集め、ビートたけしは、いとしこいしが自身の番組にゲストで出演した際「いとこい師匠は自分が駆け出しの頃から雲の上の人。同じ舞台に上がるのはおこがましい」と発言し、志村けんも「同じネタを何度見ても面白いのは凄い。間とタイミングが真似できない」、爆笑問題は掴みネタや客いじりなど一切なしの本ネタだけのスタイルを「芸人として格好いい」としている。
1993年に紫綬褒章、1998年秋には勲四等旭日小綬章をそれぞれ受章し、1999年11月には大阪市指定無形文化財に指定される。
2003年9月にいとしが逝去し、直後に行われた記者会見にて「これでいとこい漫才は終焉です」と漫才引退を宣言した。その後はテレビのコメンテーターや講演活動に力を注ぎ、2004年8月の原水爆禁止世界大会（原水爆禁止日本協議会主催）で被爆体験の講演、10月から、関西テレビのローカルワイドショー「痛快!エブリデイ」の毎週金曜日にレギュラー出演。また8月の終戦の日前後に放送されるNHK大阪放送局製作「関西発ラジオ深夜便」でも自らの漫才人生や戦争経験などを交えてゲスト出演することも恒例となっていた。2005年には次女でタレントの喜味家たまご（本名:篠原恒世）と共演した。漫才こそ行なわなかったが、蝿取り（手ぬぐいを頬被りし、蝿に扮して座布団を蝿取紙に見立てとらえられる余芸、元は立花家扇遊や佐賀家喜昇が演じた）の芸を上方演芸ホールで演じた。晩年は白髭を蓄えて好々爺の外見になっていた。
俳優としても活動しており、「夫婦善哉」他多数の舞台に立っていた。
所属事務所は、デビュー当時は吉本興業であったが、戦後フリーになり、秋田實の宝塚新芸座から上方演芸を経て、東宝芸能関西に所属する。東宝入りは南都雄二の斡旋によるものであり、当時の所属タレントはいとしこいしだけだったという。この事務所は大宝芸能から大宝企画となるが、いとしの逝去を機に会社を清算。このため2006年10月からは和光プロダクションの所属となっている。
1977年に膀胱ガンを患い、人工膀胱保有者（オストメイト）となった。2008年11月に大阪で行われた「第1回関西オストメイトの集い」にて自らの体験を語っている。
2010年1月、肺がんであることが判明。入退院を繰り返していたが、2011年1月23日、肺がん（小細胞がん）のため大阪市内の病院で死去、83歳没。最期は家族とマネジャーが看取った。2010年12月に収録されたNHK大阪放送局「上方演芸ホール」が最後のテレビ出演となった。
死後、三代目桂米朝や桂三枝（現・六代目桂文枝）、西川きよし、藤本義一、浜村淳らが追悼のコメントを公表した。
葬儀は1月27日、大阪市阿倍野区の葬儀場で営まれ、桂三枝（現・六代目桂文枝）、西川きよし、三代目桂南光らが参列、弔辞はかしまし娘の正司歌江が読み上げ、いとし・こいしの出囃子であった「おいとこ」が流れる中、出棺された。前日（1月26日）に営まれた通夜には上岡龍太郎、坂田利夫、桂きん枝、月亭八方、オール阪神・巨人、中田カウス・ボタン、横山たかし・ひろし、酒井くにお・とおる、海原はるか・かなた、ぼんちおさむら上方芸能人が多数参列し、偉大なる上方芸人の別れを惜しんだ。
また、NHK大阪と朝日放送、関西テレビ、毎日放送は、追悼特別番組を放送した。

## 漫才
こいしは男前の容姿と独特のガラガラ声で、兄いとしのひょうひょうとして洗練されたボケに鋭く突っ込んでいく様が絶品であった。ツッコミが一般にボケを叱る、という態度をとることからよく「怒る・怒り顔」というイメージがあり、下手にすると流れを止めてしまうことがあるが、彼の場合は自然な笑顔で「もしもし...」とやり、ネタの流れを止めるどころかいとしのボケに潤滑油を差す役割になることから、そのツッコミは名人芸とされる。「ほうほう」「それでどないしたんや」などテンポのいい合いの手で、いとしのボケに繋げるテクニックも秀逸である。
基本的にいとしがボケでこいしがツッコミだが、戦後しばらくいとしがツッコミでこいしがボケの時期があり、後年も両者はまれにボケ・ツッコミを入れ替わるという離れ業ができた。ちなみに中田ダイマル・ラケットもそうであったように、ネタの上で兄弟であることを明かすことはほとんどなかった（ただし例外的に「じーっと考えたら君と僕は兄弟や」というネタもあった）。代表作としては「交通巡査」「親子丼」「こいしさんこいしさん」「もしもし鈴木です」「ジンギスカン」などがある。
こいしが序盤に、いとしに対し「なぁなぁ、君んとこの嫁はん元気か?」というネタフリから本編に入るパターンが定番であった。逆にいとしが「鬼瓦で思い出したが君んとこの嫁はん元気か?」と聞くパターンがある。こいしの妻はしばしば恐ろしい形相の物に例えられるが、実際は美人である。
| 話者   | 台詞                                                          | 話者   |
| ------ | ------------------------------------------------------------- | ------ |
| いとし | ボク、こないだ単車買いましてん。                              |        |
|        | ほうほう。                                                    | こいし |
| いとし | あれは便利なもんですな。                                      |        |
|        | そうやねえ、なんちゅうても小回りが利く。                      | こいし |
| いとし | こないだも御堂筋を甘い～甘い～いうて、そら楽やったで。        |        |
|        | ちょっと待て、甘い甘いてどんな単車や。                        | こいし |
| いとし | ん？甘い～甘い～っちゅうて…あ！スイ～っとスイ～っとやったわ。 |        |
|        | アホか！                                                      | こいし |

## 出演作品

### テレビドラマ
- ハイ!次の方（1964年、よみうりテレビ）
- エプロンおばさん 第2期（日本テレビ）
  - 第16話「温泉日記の巻」（1967年）
  - 第17話「続・温泉日記の巻」（1967年）
- 連続テレビ小説（NHK）
  - 鮎のうた（1979年）
  - ほんまもん（2001年）[4]
- 水戸黄門（TBS / C.A.L）
  - 第1部 第17話「人情喧嘩そば -岡山-」（1969年11月24日）- 法印 役
  - 第13部 第5話「ドジな息子の泥棒修業 -清水-」（1982年11月15日） - 居酒屋の亭主役
  - 第16部 第37話「初春献上二人彫 -日光-」（1987年1月5日） - 番頭
- 連続アクチュアルドラマ・部長刑事 第1467話「空巣の子守唄」（1986年12月13日、朝日放送）
- 土曜ドラマ（NHK）
  - 大阪ドン・キホーテ（1981年） - 山岡 役
- 裸の大将 第46話「清と獅子舞てんてこ舞」（1991年、関西テレビ） - 若狭二郎 役（夢路いとしと共に漫才の師匠）

### テレビバラエティ
- 痛快!エブリデイ 「こんとい亭」（2007年[5]、関西テレビ）

### 映画
コンビでの出演は夢路いとし・喜味こいしを参照。
- 首なし島の花嫁　（1961年）
- 第三の悪名（1963年）
- 星影のワルツ　2007年 写真家若木信吾の祖父・琢次役（主演）
- 子猫の涙　メキシコオリンピックボクシング銅メダリスト森岡栄治の父・作次郎役　2008年1月公開
- ホノカアボーイ 2009年

### 広告
- オリエンタル「マースカレー」（兄弟で出演）
- KINCHO「ムカデキンチョール」「コックローチS」ほか殺虫剤全般（兄弟で出演）
- カルビー「かっぱえびせん」（兄弟で声の出演）
- なとり「君恋し」（兄弟で出演）
- 読売新聞（2007年）[6]

### 書籍
- 浮世はいとし人情こいし（著:夢路いとし・喜味こいし、中央公論新社、ISBN 4120033260）
- いとしこいし 漫才の世界（編:戸田学、岩波書店、ISBN 4000221434）
- いとしこいし想い出がたり（聞き手:戸田学、岩波書店、ISBN 4000221647）

また、『米朝・上岡が語る昭和上方漫才』（著:桂米朝・上岡龍太郎、朝日新聞社、ISBN 4022575220）の「第二部　夢路いとし・喜味こいしさんを巡る上方漫才史」に登場、夢路いとしとともに4人で座談を繰り広げている。

## 広島での被爆体験
1945年8月6日、少年兵に志願し広島市内で教育を受けていたこいしは広島城付近（現在の同市中区白島）の陸軍兵舎2階で褌一丁で朝食を摂っていた際、広島市への原子爆弾投下に遭遇し被爆する。閃光が見えた時とっさに階下まで避難したが、建物が一部崩壊したため梁の下敷きとなり腹部を強打し気を失った（爆心地から近い地点、しかも殆ど裸同然の姿であったにもかかわらず奇跡的に大きな外傷はなかった）。7時間後に目を覚まし手を動かしたことで救出されたが、その後似島（現・南区）の陸軍病院まで運ばれる最中、市街地での惨状を目の当たりにした。こいしはこの病院で終戦を迎え、その2週間後、両親や兄・いとし（徴用解除により帰郷していた）が住む大阪のアパートに帰り着いた。原爆投下により『広島全滅』との報道を聞いた家族は、こいしが既に死亡していると考え、位牌が作られていたという。
戦後長くこいしは自分の被爆体験やその直後の惨状についての体験談を、「生き残った者の後ろめたさ」「笑いを提供する側が悲劇を語ってはいけない」という理由もあり、自ら積極的に被爆体験を語ることはほとんどなかった（被爆者健康手帳も未取得である）。しかし、いとし死去によるコンビ解消後の2005年、被爆60年を機にNHK総合の番組に出演し娘の喜味家たまごとともに広島平和記念公園を訪れ、自らの体験を語っている。